# Hédi Annabi
Hédi Annabi (4 de setembro de 1944 - Porto Príncipe, 12 de janeiro de 2010) foi um diplomata tunisiano. Foi Representante Especial do Secretário-geral das Nações Unidas, Chefe da Missão das Nações Unidas para a estabilização no Haiti.
Morreu em decorrência do sismo do Haiti de 2010.